# خوسيه لويس ألفاريز مارتينيز
خوسيه لويس ألفاريز مارتينيز (بالإسبانية: José Luis Álvarez Martínez)‏ هو سياسي مكسيكي، ولد في 5 أكتوبر 1968 في ولاية فيراكروز في المكسيك. حزبياً، نشط في الحزب الثوري المؤسساتي. وقد انتخب عضو مجلس النواب المكسيك.